# Georges Brassens/Diskografie
Diese Diskografie ist eine Übersicht über die musikalischen Werke, Charterfolge und Verkäufe des französischen Chansonniers Georges Brassens.

## Alben

### Studioalben
Ab 1952 erschienen seine Chansons zunächst bei Polydor, dann ab 1953 bei Philips auf Schallplatten in unterschiedlichen Formaten und immer wieder neuen Zusammenstellungen. Die zu seinen Lebzeiten veröffentlichten 14 Original-LPs werden üblicherweise mit dem Titel ihres ersten Chansons aufgezählt:
1. 1952: La Mauvaise Réputation
2. 1953: Le Vent
3. 1954: Les Sabots d’Hélène
4. 1956: Je me suis fait tout petit
5. 1957: Oncle Archibald
6. 1958: Le Pornographe
7. 1960: Les Funérailles d’antan
8. 1961: Le temps ne fait rien à l’affaire
9. 1962: Les Trompettes de la renommée
10. 1964: Les Copains d’abord
11. 1966: Supplique pour être enterré à la plage de Sête
12. 1969: Misogynie à part
13. 1972: La Religieuse
14. 1976: Trompe-la-mort (auch Nouvelles chansons)

29 zu Lebzeiten von ihm selbst nicht mehr eingespielte oder noch nicht vollendete Chansons wurden von Jean Bertola interpretiert:
- Dernières Chansons (1982, Doppel-LP)
- Le Patrimoine de Brassens (1985)

1979 erschien eine Doppel-LP mit verjazzten Brassens-Chansons:
- Georges Brassens joue avec Moustache et Les Petits Français

1980 spielte Brassens eine Platte mit älteren französischen Chansons ein:
- Georges Brassens chante les chansons de sa jeunesse

Aus dem Nachlass sind erschienen:
- 1984: Brassens chante Bruant, Colpi, Musset, Nadaud, Norge (LP)
- 1996: Georges Brassens au TNP (CD)
- 2001: Georges Brassens à la Villa d’Este (LP)
- 2001: Bobino 64 (CD)
- 2001: Inédits (CD)
- 2006: Concerts de 1959 à 1976 (6 CDs)

### Livealben
1974 wurde die Liveaufnahme eines Konzerts vom 28. Oktober 1973 in Cardiff veröffentlicht:
- Georges Brassens in Great Britain

### Kompilationen
| Jahr | Titel                                           | Höchstplatzierung, Gesamtwochen, AuszeichnungChartplatzierungen (Jahr, Titel, Platzierungen, Wochen, Auszeichnungen, Anmerkungen) | Höchstplatzierung, Gesamtwochen, AuszeichnungChartplatzierungen (Jahr, Titel, Platzierungen, Wochen, Auszeichnungen, Anmerkungen) | Anmerkungen                             |
| Jahr | Titel                                           | FR | BEW | Anmerkungen                             |
| ---- | ----------------------------------------------- | --- | --- | --------------------------------------- |
| 1996 | Les copains d’abord                             | FR— ×2DoppelgoldFR | BEW30 (5 Wo.)BEW |                                         |
| 2001 | La mauvaise réputation                          | FR79 (12 Wo.)FR | BEW15 (12 Wo.)BEW |                                         |
| 2001 | Inédits – Archives 1953-1980                    | FR129 (4 Wo.)FR | — |                                         |
| 2006 | J’ai rendez-vous avec vous                      | FR176 (2 Wo.)FR | — |                                         |
| 2006 | Les 100 plus belles chansons (2006)             | FR— GoldFR | BEW33 (16 Wo.)BEW |                                         |
| 2007 | Les 50 plus belles chansons                     | — | BEW90 (2 Wo.)BEW | Charteinstieg in BEW erst 2011          |
| 2009 | Master série vol. 1 (2009)                      | FR157 (1 Wo.)FR | — | Charteinstieg in FR erst 2011           |
| 2010 | Trois poètes                                    | FR197 (2 Wo.)FR | BEW40 (25 Wo.)BEW | mit Jacques Brel & Léo Ferré            |
| 2011 | Le siècle d’or                                  | FR155 (1 Wo.)FR | — |                                         |
| 2011 | Le temps ne fait rien à l’affaire – Best Of     | FR19 (10 Wo.)FR | BEW27 (5 Wo.)BEW |                                         |
| 2011 | Le temps ne fait rien à l’affaire – L’intégrale | FR92 (6 Wo.)FR | BEW40 (3 Wo.)BEW |                                         |
| 2011 | Les 100 plus belles chansons (2011)             | FR50 (9 Wo.)FR | — |                                         |
| 2011 | Le meilleur de Georges Brassens                 | FR171 (1 Wo.)FR | — |                                         |
| 2013 | Le coffret                                      | FR112 (10 Wo.)FR | — |                                         |
| 2014 | Le coffret                                      | FR167 (1 Wo.)FR | — | mit Jacques Brel, Barbara & Léo Ferré   |
| 2015 | L’inoubliable                                   | FR181 (1 Wo.)FR | — |                                         |
| 2015 | Trois poètes                                    | FR103 (5 Wo.)FR | — | mit Jacques Brel & Léo Ferré            |
| 2016 | Heureux qui comme Brassens                      | FR179 (1 Wo.)FR | — |                                         |
| 2016 | Trois hommes sur la photo                       | FR42 (11 Wo.)FR | BEW38 (27 Wo.)BEW | mit Jacques Brel & Léo Ferré            |
| 2016 | Best Of – 5CD                                   | — | BEW168 (6 Wo.)BEW |                                         |
| 2021 | Brassens a 100 ans                              | FR82 (7 Wo.)FR | — |                                         |
| 2021 | L’album de sa vie – 100 titres                  | FR32 (23 Wo.)FR | BEW144 (3 Wo.)BEW |                                         |
| 2021 | L’album de sa vie – 50 titres                   | FR178 (1 Wo.)FR | — |                                         |
| 2021 | Integrale 1952–1962                             | FR131 (1 Wo.)FR | — | als Georges Brassens et ses interprètes |
| 2023 | Les voisins magnifiques                         | FR128 (1 Wo.)FR | BEW151 (1 Wo.)BEW | mit Jacques Brel 5-fach-CD              |

## Statistik

### Chartauswertung
|                     | FR     | BEW      |
| ------------------- | ------ | -------- |
| Nummer-eins-Alben   | FR—FR  | BEW—BEW  |
| Top-10-Alben        | FR—FR  | BEW—BEW  |
| Alben in den Charts | FR21FR | BEW11BEW |

### Auszeichnungen für Musikverkäufe
| Goldene Schallplatte - Frankreich - 1976: für das Album N° 01: La Mauvaise Reputation - 1976: für das Album N° 02: Les Amoureux Des Bancs Publics - 1976: für das Album N° 03: Chanson Pour L’Auvergnat - 1976: für das Album N° 04: Je Me Suis Fait Tout Petit - 1976: für das Album N° 05: Le Pornographe - 1976: für das Album N° 06: Le Mécréant - 1976: für das Album N° 07: Les Trompettes De La Renommée - 1976: für das Album N° 09: Supplique Pour Etre Enterré A La Plage De Sète - 1976: für das Album N° 10: La Religieuse - 1995: für das Album Master Série – Vol. 3 - 2001: für das Album 20ème Anniversaire | 2× Goldene Schallplatte - Frankreich - 1998: für das Album Master Série – Vol. 2 Platin-Schallplatte - Frankreich - 1980: für das Album N° 11: Fernande - 1980: für das Album Nouvelles Chansons / Don Juan - 1995: für das Album Master Série – Vol. 1 - 2005: für das Videoalbum Elle Est A Toi Cette Chanson |

Anmerkung: Auszeichnungen in Ländern aus den Charttabellen bzw. Chartboxen sind in ebendiesen zu finden.
| Land/RegionAuszeichnungen für Musikverkäufe (Land/Region, Auszeichnungen, Verkäufe, Quellen) | Gold       | Platin     | Verkäufe  | Quellen                     |
| -------------------------------------------------------------------------------------------- | ---------- | ---------- | --------- | --------------------------- |
| Frankreich (SNEP)                                                                            | 16× Gold16 | 4× Platin4 | 2.695.000 | infodisc.fr snepmusique.com |
| Insgesamt                                                                                    | 16× Gold16 | 4× Platin4 |           |                             |